# Edificio del Banco de Castellón
El edificio del Banco de Castellón sito en la C/ Trinidad de la ciudad de Castellón de la Plana (España) es una sede bancaria actualmente del Banco de Valencia, que fue construida en el año 1923, obra del arquitecto Francisco Tomás Traver.
En 1920 el Círculo Mercantil pone en marcha la iniciativa para el nuevo Banco de Castellón. Una vez constituido este y con D. Enrique Gimeno Tomás como presidente del Consejo de Administración, la entidad adquiere los terrenos donde levantar el nuevo edificio en el solar que ocupaba la Posada del Ferrocarril.
La Puerta del Sol, lugar en que se ubica la construcción, va a constituir desde el inicio del siglo XX y con el paso de los años el nuevo centro económico y social de la ciudad, confluencia de caminos procedentes de otras localidades y lugar de reunión social con sus diversos cafés, hoteles y posadas. Se constituirá como un entorno urbano con edificios de relevante interés arquitectónico.

## Descripción
El edificio, que conforma esquina con la Puerta del Sol y la calle Trinidad, tiene un marcado carácter ecléctico y dispone de plata baja, entresuelo y tres plantas superiores. El acceso se realiza mediante una escalinata por la esquina matada, paño de gran verticalidad y aplomo, estando en origen la puerta flanqueada por dos columnas de orden gigante hoy lamentablemente desaparecidas a causa de una reforma. Otros elementos que tampoco se encuentran en la fachada son el dintel que descansaba sobre estas columnas y las esculturas de corte clásico que existían en los extremos de esta obra del escultor castellonense Juan Bautista Folía.
En el edificio parecen diferenciarse tres niveles que podrían estar inspirados en la composición de la columna clásica: el primero que engloba la planta baja y el entresuelo con una decoración continuada a base de pilastras entre vanos; el segundo igualmente unido mediante las pilastras de fuste estriado y capitel compuesto entre vanos; y un tercer nivel correspondiente al último piso, carente de ornato a excepción de su cornisa y el remate balaustrado, coronado en el chaflán por un reloj con una cúpula ojival de planta octogonal con linterna.
Los elementos decorativos son en su mayoría de referencia clásica, aportando un mayor carácter a la función del edificio, si bien también se introducen otros elementos o motivos vegetales más acordes al gusto modernista.
La verticalidad del edificio se hace patente mediante la prolongación a lo largo de toda la fachada de las pilastras, a lo que colabora el carácter ojival y la linterna de la cúpula.
Los vanos son en su mayoría de arco rebajado salvo los del último piso, adintelados, y diferenciándose para la planta baja un arco rebajado en el acceso principal, dos arcos de medio punto en sendos vanos a derecha e izquierda de este, y huecos rectangulares con trabajo de rejería para el resto.
En 1960 el arquitecto D. Vicente Traver Espresati reformaría la planta baja.